# Heike monogatari
Heike monogatari (平家物語? lett. "Il racconto della famiglia Taira") è un romanzo epico giapponese del XIV secolo di autore anonimo, tratto da storie trasmesse oralmente e cantate con accompagnamento del liuto biwa. Questo genere di canto epico è detto heikyoku.
La parola Heike (平家?) indica la famiglia Taira ed è composta dal primo kanji di Taira (平氏?) più il suffisso relazionale -ke (家? lett. "legami famigliari").

## Descrizione dell'opera
È uno dei più importanti gunki monogatari, racconti di guerra, insieme allo Heiji monogatari e lo Hōgen monogatari. Lo Heike monogatari è basato sugli scontri avvenuti durante il periodo Kamakura fra i potenti clan Taira e Minamoto. In particolare fa riferimento alla guerra Genpei (1180-1185), che vide la definitiva rovina dei Taira. È incentrato sulla figura di Taira no Kiyomori, generale dei Taira, ma è narrato dal punto di vista dei Minamoto. Kiyomori è descritto infatti come un condottiero crudele e sanguinario.

## L'autore
L'epica storica è probabilmente il frutto di diversi canti, nati ad opera di monaci itineranti, che narravano presso le varie corti dei signori daimyō le avventure dei tempi tumultuosi di fine epoca Heian. Questi artisti erano conosciuti come biwa hoshi, poiché secondo la tradizione erano ciechi.
Un'interessante riflessione sulla paternità dell'opera è offerta da Kenko Hoshi (Yoshida Kenkō), autore dello Tsurezuregusa, che al riguardo afferma: «Yukinaga scrisse lo Heike Monogatari e in seguito l'affidò ad un uomo chiamato Shobutsu affinché lo cantasse». L'identificazione dell'autore rimane controversa, anche in virtù dello stile eterogeneo dell'opera, frutto probabilmente della mano di diversi autori.

## Stile
L'opera è stata composta secondo lo stile Wakan Konkō-bun. Lo Heike monogatari, concepito per un'aristocrazia guerriera, fa mostra di un linguaggio che non possiede la raffinatezza dei precedenti capolavori di epoca Heian, poiché rappresenta con crudo realismo le difficoltà della guerra e della vita, ma non è interamente dimentico della romantica eleganza e dello stretto rapporto con la natura riscontrato nel Genji monogatari. Con l'avvento del medioevo si affievoliscono i sentimenti provocati dal termine estetico aware (あわれ?), e la sensibilità letteraria si evolve sfociando nel cosiddetto yugen (幽玄?), termine chiave dell'estetica medioevale, tradotto spesso con "profondità" e "mistero"). È una sorta di risonanza mistica e di incanto sottile che nella sua oscura ambiguità ha tutto il fascino e la suggestione della grazia di un effimero fiore di ciliegio, lievemente coperto da leggeri lembi di nebbia alla fatua luce della luna d'inverno già presente nello Heike monogatari.

## L'influenza buddhista
La storia degli Heike è incentrata su sentimenti più prettamente buddisti, che nella letteratura medioevale prendono vita soprattutto nelle opere a carattere zen di coloro che si erano ritirati dal mondo e dalle guerre continue, quali Kamo no Chōmei e Yoshida Kenkō: il mujō (無常?), impermanenza di tutte le cose. Degno di citazione a questo proposito è il celebre inizio dello Heike:
(Heike monogatari)

## Fortuna dell'opera
Numerosi episodi dello Heike monogatari sono stati ripresi in drammi nō, come ad esempio Sanemori di Zeami.